# وزارة الشؤون العامة
وزارة الشؤون العامة (بالهولندية: Ministerie van Algemene Zaken، اختصاراً: AZ) هي الوزارة الهولندية المسؤولة عن السياسة الحكومية والتخطيط والمعلومات والبيت الملكي الهولندي. أنشِئت الوزارة عام 1937 وجرى حلّها عام 1945، ثم أعادها رئيس الوزراء حينذاك لوي بيل للخدمة عام 1947. ظلت الوزارة صغيرة حتى قام رئيس الوزراء بيت دي يونغ بتوسيعتها إلى حد كبير عام 1967. وواصلت الوزارة توسعها منذ عهده حتى الوقت الحاضر. يتولى منصب وزير الشؤون العامة (بالهولندية: Minister van Algemene Zaken) رئيس الوزراء وهو بطبيعة الحال عضو في مجلس الوزراء.
تكافئ هذه الوزارة على سبيل المثال المستشارية الألمانية أو مكتب مجلس الوزراء البريطاني أو المكتب التنفيذي لرئيس الولايات المتحدة، ولكن اعتبارها كوزارة يشدد على الدور الذي يمارسه رئيس الوزراء الهولندي كأول النظراء بين وزراء الحكومة.
يقع على عاتق الوزارة أداء ثلاثة مهام أساسية وهي تنسيق سياسة الحكومة والعائلة الملكية الهولندية وإدارة سبل التواصل الحكومية بخصوص كل من العائلة الملكية والسياسة الحكومية. كما تستضيف الوزارة سكرتارية مجلس الوزراء.
تقع المكاتب الرئيسية للوزارة في مجمَّع بيننهوف بلاهاي، ويعمل بها حوالي أربعمئة موظف ما يجعلها من أصغر الوزارات الهولندية.

## التنظيم
حالياً، تتألف الوزارة من أربعة وكالات حكومية ومديريتين اثنين:
| الوكالة | الوكالة             | الوكالة                                                                                      | الوكالة | المسؤوليات                 |
| ------- | ------------------- | -------------------------------------------------------------------------------------------- | ------- | -------------------------- |
|         | وزارة الشؤون العامة | خدمة المعلومات الحكومية ‏ (بالهولندية: Rijksvoorlichtingsdienst)‏                              | RVD     | المعلومات                  |
|         | وزارة الشؤون العامة | المجلس العلمي للسياسة الحكومية (بالهولندية: Wetenschappelijke Raad voor het Regeringsbeleid)‏ | WRR     | خلية تفكير                 |
|         | وزارة الشؤون العامة | مكتب رئيس الوزراء (بالهولندية: Kabinet van de Minister-President)‏                            | KMP     | السياسة الحكومية • التخطيط |
|         | وزارة الشؤون العامة | خدمة المعلومات العامة والاتصالات (بالهولندية: Dienst Publiek en Communicatie)‏)               | DPC     | الاتصالات                  |

- المديرية المعنية بشعبة البيت الملكي (CKH)
- لجنة الرقابة المعنية بخدمات الاستخبارات (CTIVD)

## وزير دولة للشؤون العامة
كان هناك لفترة محدودة من الزمن منصب لوزير دولة للشؤون العامة تولاه شخص واحد وهو نوربرت شميلتزر في عهد حكومة دي كي من يوم 19 مايو عام 1959 حتى يوم 24 يوليو عام 1963.
| وزير دولة للشؤون العامة               | وزير دولة للشؤون العامة | وزير دولة للشؤون العامة    | الحقيبة الوزارية                                       | مدة شغل المنصب               | الحزب                | رئيس الوزراء (مجلس الوزراء) |
| ------------------------------------- | ----------------------- | -------------------------- | ------------------------------------------------------ | ---------------------------- | -------------------- | --------------------------- |
|                                       | Norbert Schmelzer       | نوربرت شميلتزر (1921–2008) | • سياسة التخصيص • عقارات الحكومة • منظمات القطاع العام | 19 مايو 1959 – 24 يوليو 1963 | حزب الشعب الكاثوليكي | يان دي كي (حكومة دي كي)     |
| المصدر: (بالهولندية) Rijksoverheid.nl |                         |                            |                                                        |                              |                      |                             |

## وصلات خارجية
- وزارة الشؤون العامة (بالإنجليزية)